# Condado de Butler (Ohio)
O Condado de Butler (em inglês:  Butler County) é um dos 88 condados do estado americano de Ohio. A sede e maior cidade do condado é Hamilton. Foi fundado em 1 de maio de 1803.
O condado possui uma área de 1 218 km², dos quais 8 km² estão cobertos por água, uma população de 368 130 habitantes, e uma densidade populacional de 304,3 hab/km² (segundo o censo nacional de 2010).